# Henri-Maurice Perrault
Pour les articles homonymes, voir Perrault.
Henri-Maurice Perrault, né à Montréal en 1828 et mort à Montréal en 1903, est un architecte montréalais.

## Biographie

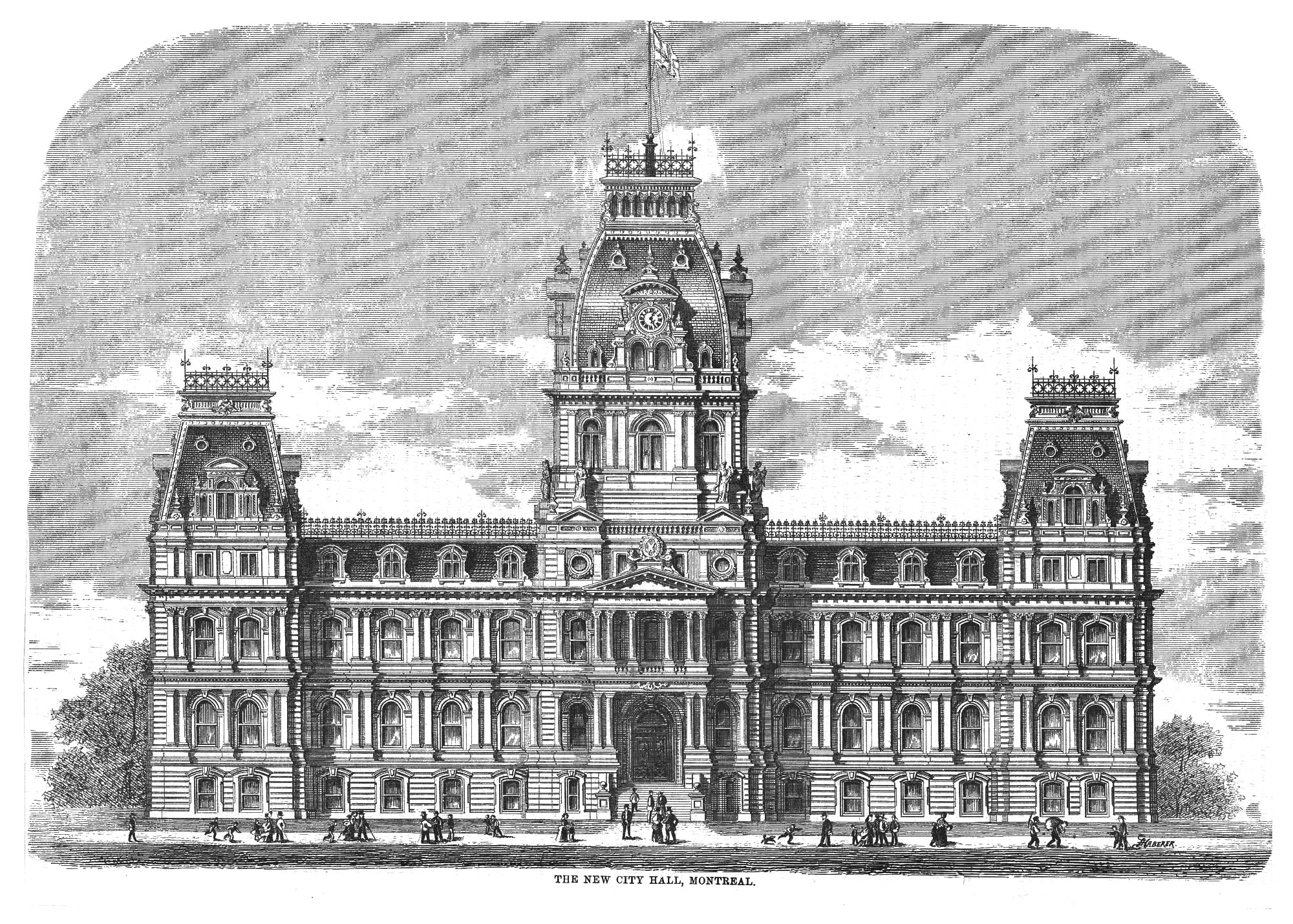
L'hôtel de ville de Montréal tel qu'initialement construit avant l’incendie de 1922.

Henri-Maurice Perrault rejoint tôt la firme d’architecte de son oncle, l’architecte John Ostell, pour une collaboration qui durera six ans (1850 à 1856). Durant cette période, il apprend les rudiments du métier d’architecte, notamment sur le chantier du palais de justice de Montréal (1851). En 1861, à la demande de l'industriel et homme politique Charles-Auguste-Maximilien Globensky, il est le concepteur et l'architecte en chef de son domaine à Saint-Eustache. La résidence sera d'ailleurs reconnu comme étant l'une des plus belles maison de campagne du Bas-Canada. Il aura par la suite une importante production architecturale, parmi laquelle on compte l’hôtel de ville de Montréal (érigé entre 1872 et 1878 avec la collaboration d'Alexander Cowper Hutchison) et le bureau de poste de la rue Saint-Jacques (1873, démoli depuis). Son fils, Maurice Perrault, et son associé, Albert Mesnard, reprendront à leur compte la firme d’Henri-Maurice Perrault en 1880.

## Œuvres

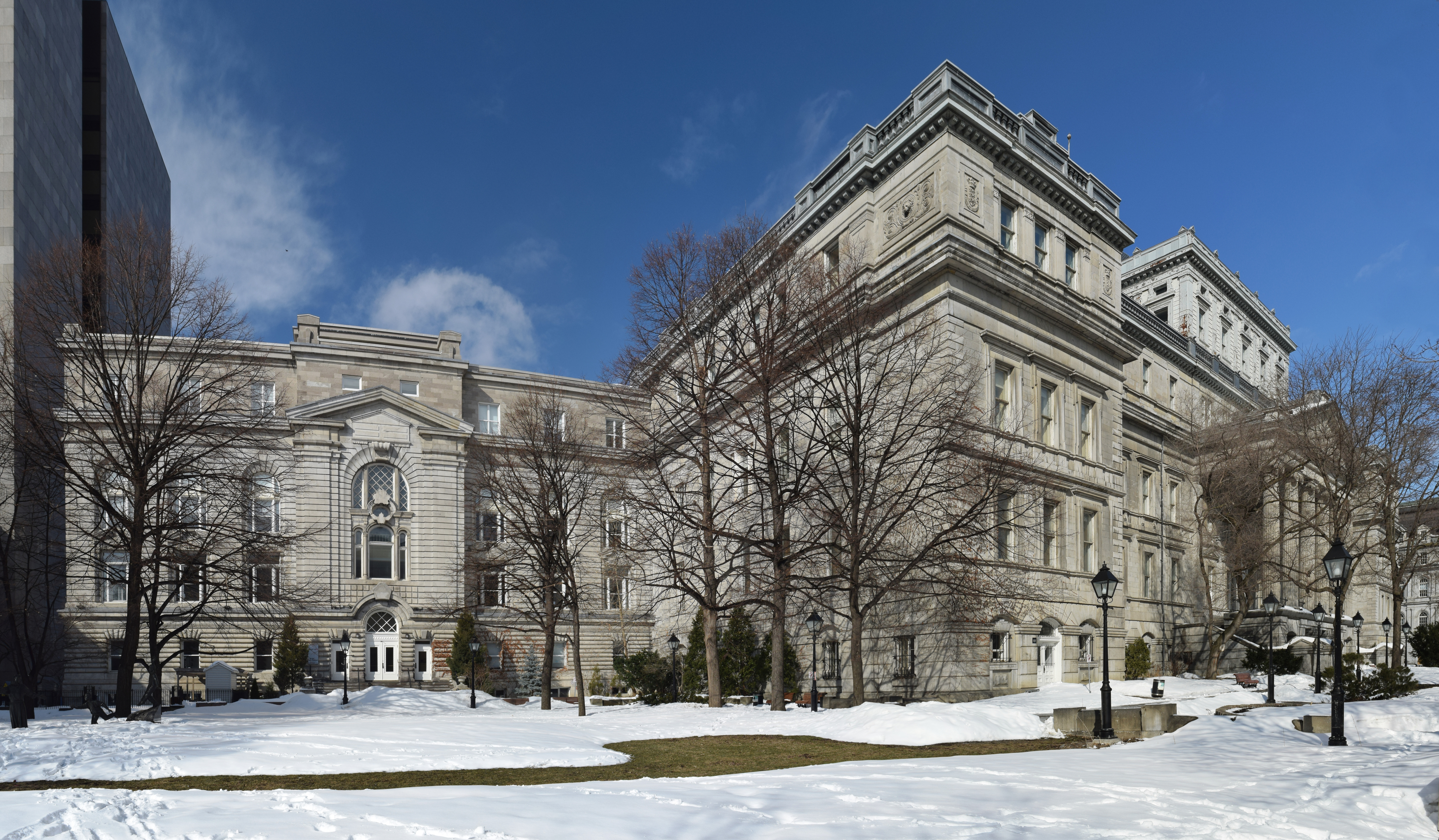
Vieux palais de justice de Montréal panorama en 2018

1851-1856: Le Vieux Palais de Justice de Montréal. En collaboration avec John Ostell.
1861: Le Manoir Globensky ; 235 rue Saint-Eustache (ancienne rue principale), Saint-Eustache.
1868: Le Couvent de Pointe-Claire ; 1m rue Saint-Joachim, Pointe-Claire.
1868-1871: Le Collège de Montréal.
1871: L'hôtel de ville de Montréal. En collaboration avec Alexander Cooper Hutchison.
1873: Le siège social de la Banque du Peuple à Montréal, actuellement Édifice Majestic.
1874-1878: L'hôtel de ville de Montréal. En collaboration avec Alexander Hutchison.
1875: L'intérieur de l'église de Sainte-Anne-de-Bellevue.
1886-1892: La restauration de la chapelle Notre-Dame-de-Bonsecours du Vieux-Montréal. En collaboration avec Albert Mesnard et Joseph Venne.
1887-1889: L'église Saint-Léonard-de-Port-Maurice. En collaboration avec Albert Mesnard.
1888-1891: La chapelle du Sacré-Cœur de l'église Notre-Dame de Montréal. En collaboration avec Albert Mesnard.
1893: Le Monument National de Montréal. En collaboration avec Albert Mesnard et Joseph Venne.
1895: L'église St. Gabriel de Pointe-Saint-Charles de Montréal. En collaboration avec Albert Mesnard.

## Honneur
En 1990, à l'occasion du centième anniversaire de l'Ordre des architectes du Québec, la Ville de Montréal nomme plusieurs rues de Montréal en l'honneur des architectes qui ont fait leurs marques à Montréal. On retrouve donc une rue en l'honneur d'Henri-Maurice Perrault mais aussi une pour Jean-Omer Marchand, Alexander Cowper Hutchison et Eugène Payette. La rue Henri-Maurice Perrault est située dans l'arrondissement Rivière-des-Prairies–Pointe-aux-Trembles.